# カラク (ヨルダン)
カラク（アル＝カラク、ケラク、アラビア語: الكرك, Karak, Kerak, Al-Kerak）はヨルダン中部の都市でカラク県の県都かつ最大の街。
2015年の人口は3万2216人。
かつては十字軍国家の一つ・エルサレム王国の一部であり、十字軍の建てた城塞の遺跡で知られる。

## 位置と人口
カラクは首都アンマンの南140kmの位置にある。カラクの街と十字軍のカラク城は、標高1,000mの丘の上にある。
死海を見下ろす丘は、上の台地が三角形の形をしており、三方を深い谷間に囲まれ、三角形の南端にカラク城が聳えている。
三角形の底辺にあたる部分には市街地が集中し、19世紀末のオスマン帝国の時代に遡る家・レストラン・ホテルなどの建物が多い。
2015年の人口は3万2216人で、カラク郡には10万1377人住んでおり、これはカラク県の総人口の32%にあたる。
市内の人口の75%はムスリムであるが、キリスト教徒も25%と多数居住しており、人口比に対するキリスト教徒の割合はヨルダンでも高い。

## 歴史

### 旧約聖書の時代

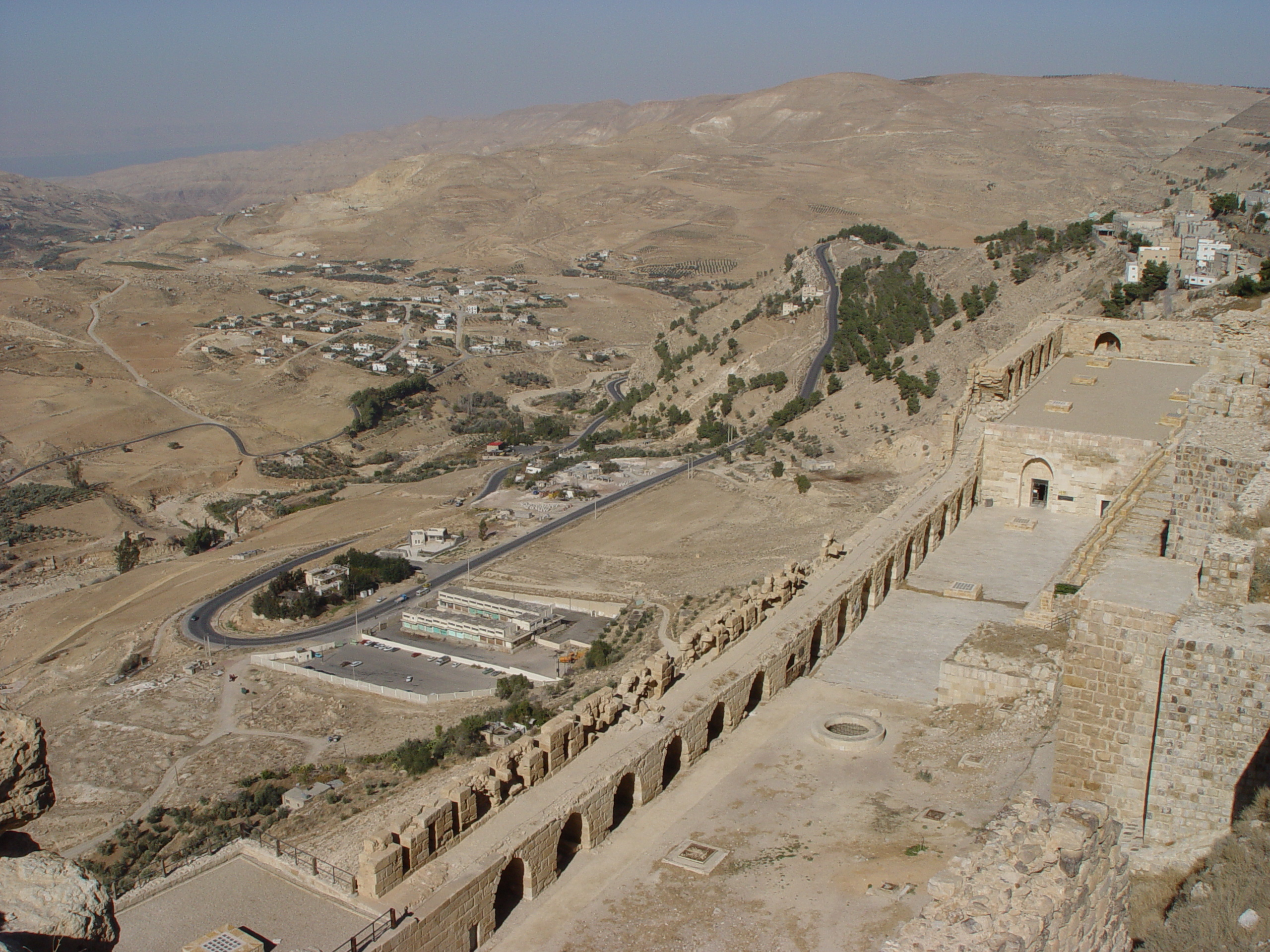
カラク城からの眺め。死海のみならずヨルダン川西岸まで見渡せる

カラクには少なくとも鉄器時代から人が住んでおり、イスラエル人とは隣人ながら対立もしていたモアブ人の重要都市（モアブの首都でもあったとされる）・キル（Qir）があった。1958年には、カラクからモアブ文字で書かれた碑文（カラク碑文）の断片が発見されており、モアブの主神ケモシュの神殿に関する言及などがある。キルは旧約聖書ではキル・ハラセテ（キル・ヘレス、Qer Harreseth, Kir Heres）と呼ばれていた。イザヤ書15章から16章はモアブの行く末に関する預言が語られており、その中でモアブが敵に攻め滅ぼされるさまが語られ、16章11節では「わがはらわたはモアブのためにわが胸はキル・ヘレスのために竪琴のように嘆く」とある。
キルはシリア地方に攻め込んだアッシリア帝国の侵略にさらされた。アモス書1章5節・9章7節では、キルはシリア人（アラム人）がパレスチナの北に住む前に住まわされていた地であるとされ、列王記下の16章9節ではティグラト・ピレセル王がダマスコ（ダマスカス）を征服した後、その住民をキルに強制移住させたことが記されている。
またこの時期には、古代エジプトからアカバ、マアーン、アンマン、ダマスカスを経てメソポタミアに至る「王の道」（King's Highway）と呼ばれる街道がキルを通っていた（民数記20章17節-20説）。

### ヘレニズム期から中世

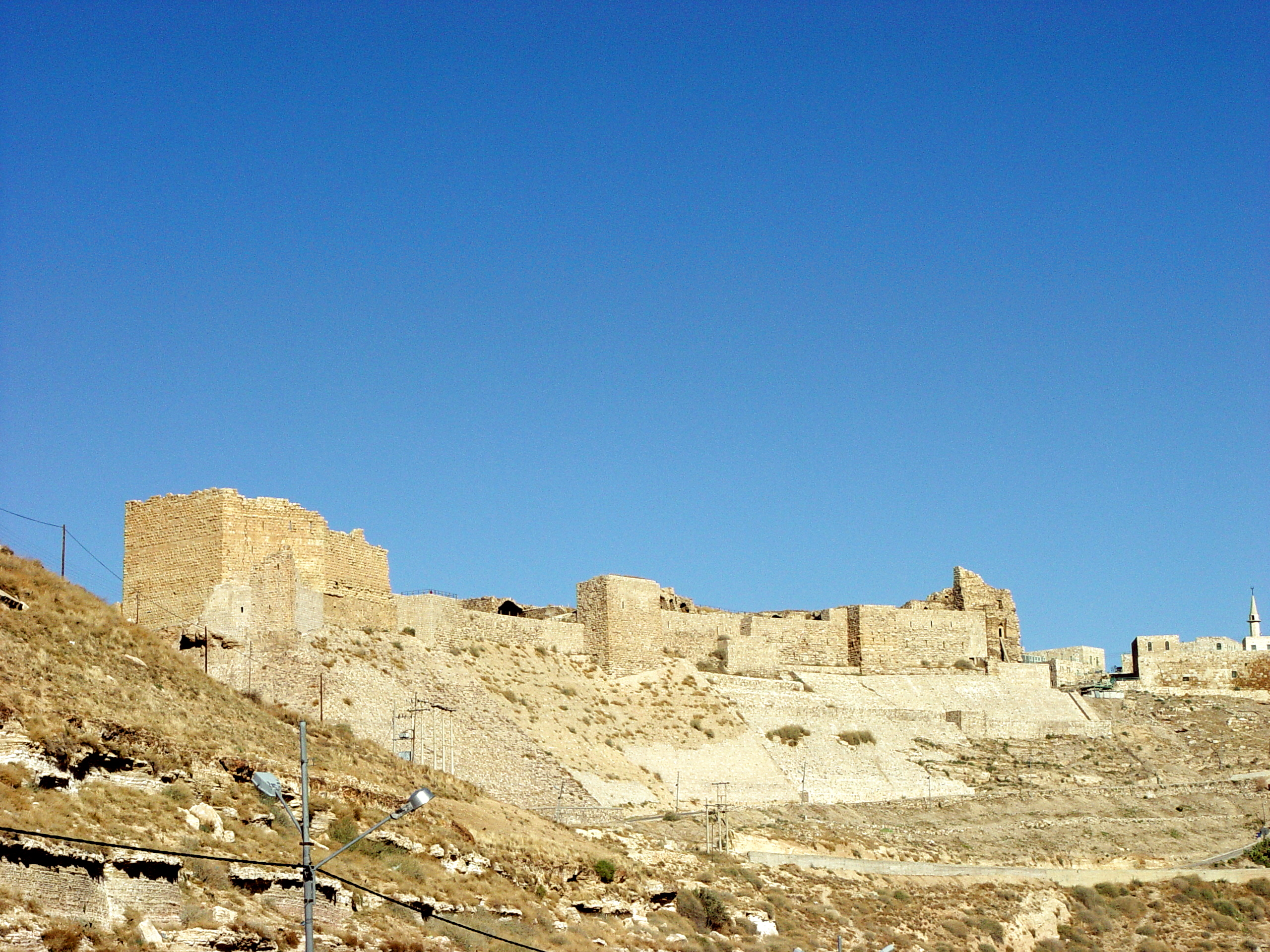
カラク城

ヘレニズム期末期にはカラクはカルカ（ハルハ、Kharkha）と呼ばれる重要都市であった。カラクはナバテア王国の支配下となったが、105年にはナバテアもローマ帝国に征服された。東ローマ帝国のもとではカラクには主教がおり、ナザレ教会（Church of Nazareth）など崇拝を集める教会があった。
イスラム帝国による征服後もカラクの住民はキリスト教徒が主であった。十字軍の時代にはエルサレム王国の重要拠点となりカラク城が建てられたが、アイユーブ朝のサラーフ・アッディーンにより奪取されている。この時期の遺跡は今もカラクに多く残っている。

### カラク城

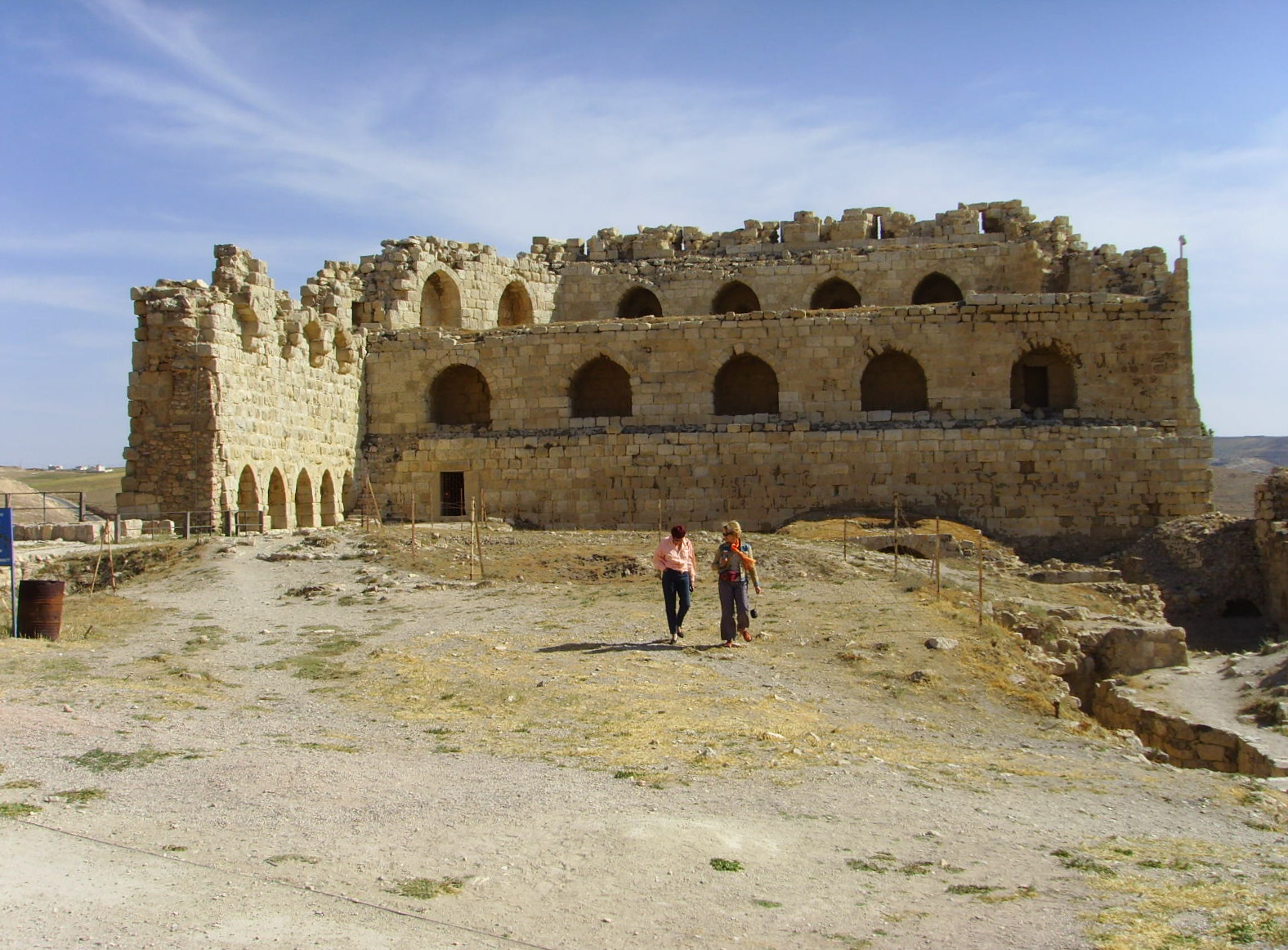
カラク城

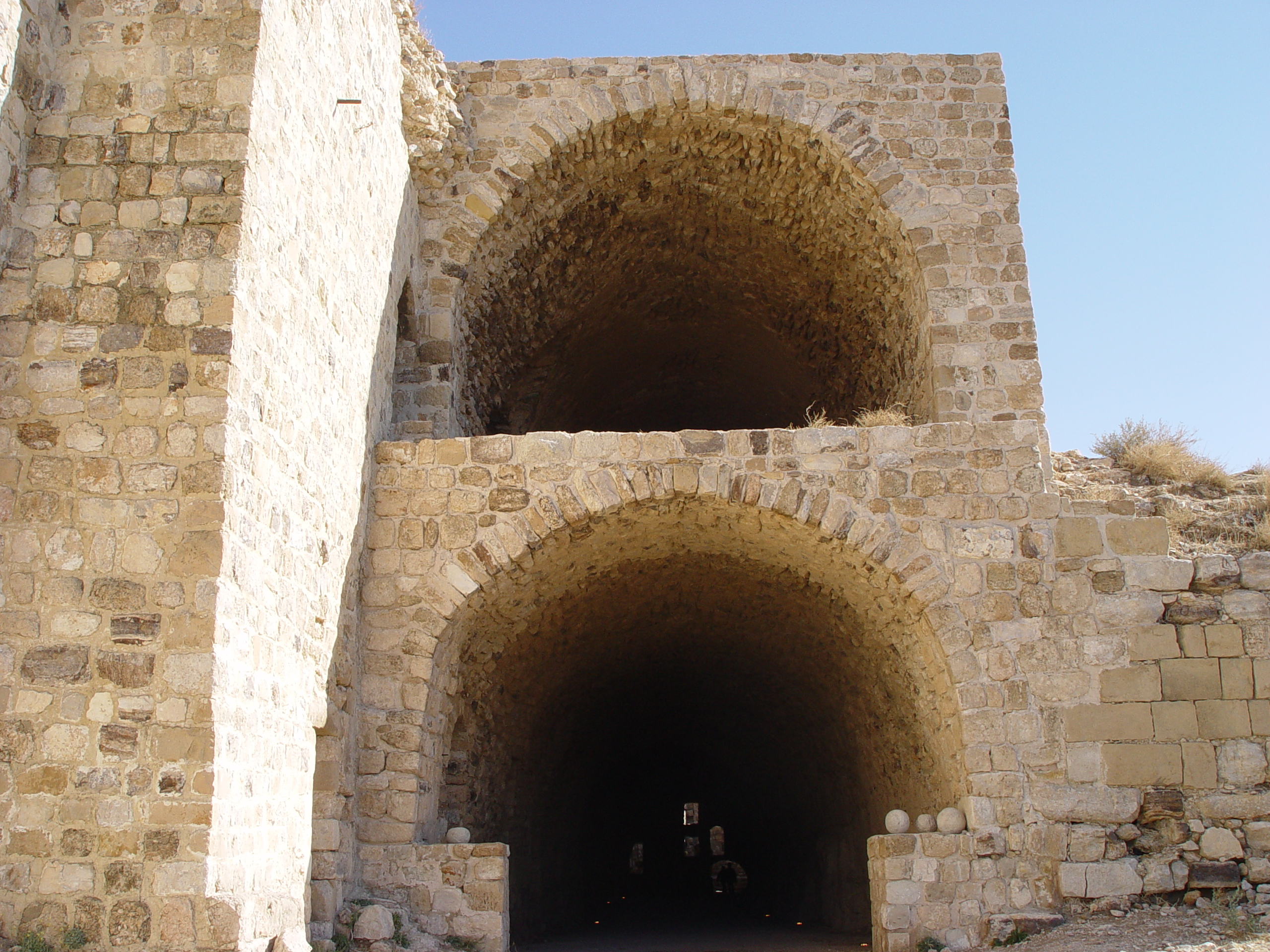
カラク城の城壁。二階建てになっており中にはアーチ状の天井の部屋がある

カラクの十字軍の城は、シリアにあるクラック・デ・シュヴァリエなどと並び保存状態が非常に良い。ケラク城は1142年、エルサレム王フールクの部下ペイヤン・ル・ボーテイエ（Payen le Bouteiller）の手によって建設が始まった。十字軍の間ではこの城はクラック・デ・モアビテ（Crac des Moabites、モアブの城）またはモアブのケラク（Kerak in Moab）などと呼ばれていた。城は古くからこの地にあった高名な教会・ナザレ教会の周囲に築かれている。

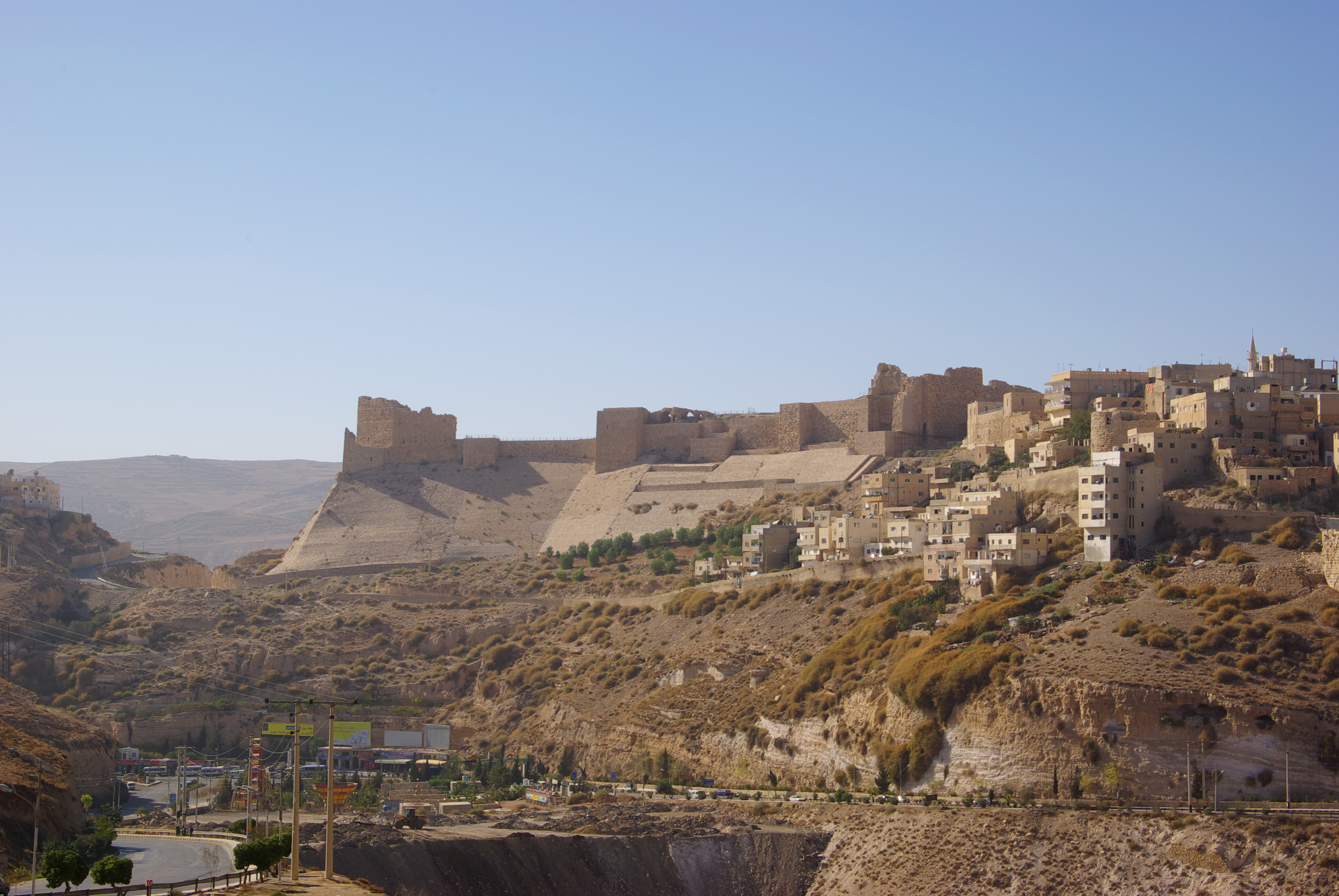
アル＝カラクの十字軍の城

ペイヤンはエルサレム王国の封臣トランスヨルダン領主（Lord of Oultrejordain）でもあり、ケラクはさらに南の死海とアカバ湾の間にあったクラック・ド・モンレアル（Krak de Montreal、モンレアル城）に代わりトランスヨルダン領の中心となった。ヨルダン川の東岸にあったカラクは、ダマスカスからエジプトやメッカに至る交易路や砂漠に住むベドウィン諸部族を抑えることができる位置にあった。ペイヤンの死後、カラクは次のトランスヨルダン領主となった甥のモーリス（Maurice）、およびその次の領主フィリップ・ド・ミリー（Philippe de Milly、第7代テンプル騎士団総長、モーリスの娘イザベラと結婚）の手により塔が増築され、北側と南側には岩盤に深い防御用の堀が刻まれた（南側の堀は用水槽も兼ねていた）。現存する中で最も特筆すべき建築的特徴は北の城壁であり、その中に巨大な筒状ヴォールトのあるホールが2層にわたり造られている。これらのホールは住居および厩舎に使われたほか、城の入り口を見下ろす戦闘用の回廊として、攻城兵器から放たれる石などからの避難所としても使用された。
1176年、もとアンティオキア公でザンギー朝に囚われていたルノー・ド・シャティヨンは多額の釈放金を積んで出獄し、直後にフィリップ・ド・ミリーの娘エティエネット・ド・ミリー（Etienette de Milly / Stephanie de Milly、オンフロワ・ド・トロン3世の未亡人）と結婚してトランスヨルダン領とカラク城を手に入れた。カラク城を拠点にルノーは隊商を何度も襲い、果てはメッカへの巡礼者までをも襲った。1183年、サラーフ・アッディーン（サラディン）はルノーの度重なる攻撃の報復としてカラク城を包囲した。城内ではあたかもエルサレム王国のイザベル王女（後のエルサレム女王イザベル1世）とオンフロワ・ド・トロン4世の結婚式が行われていたが、城内からの申し出を受けたサラディンは騎士道的な態度から結婚式の行われている部屋を攻城兵器による攻撃の対象から外した。イザベルの兄ボードゥアン4世は重い病を患っていたが自ら救援の軍を率いてカラク城を死守している。
1187年のハッティーンの戦い以後、サラディンはエルサレムはじめ十字軍国家の拠点をパレスチナから一掃し、カラク城も攻囲した。ケラク城は1年以上戦い抜いたが、途中飢えに苦しむ守備側は食糧を手に入れるため女子供を奴隷に売るまでに追い込まれたとも言われ、最終的には1189年に落城しサラディンのアイユーブ朝の手に渡った。
1263年、アイユーブ朝に代わりエジプトを支配したマムルーク朝の王バイバルスはカラク城を手に入れ、ナザレ教会を取り壊すなどして補強を行い、北西角に新たな塔を築いた。
オスマン帝国時代、カラク城はシリア地方とアラビア・エジプトの間を結ぶ交易路を抑える拠点としてなおも戦略上重要な要塞であった。1840年の第2次シリア戦役でムハンマド・アリー朝エジプトの総督イブラーヒーム・パシャは、オスマン帝国軍の守るカラク城を落とし、城の大半を取り壊した。
カラク城は戦略的要衝である台地の南端一帯を占めている。十字軍建築の好例として、またヨーロッパとビザンチンおよびアラブの建築様式が混じり合った例として、カラク城はよく知られている。城の内部にはカラク考古学博物館があり、2004年には改修を経て再開館している。博物館は先史時代からモアブ、ローマ、ビザンチン、イスラム時代に至るカラク地域の地方史、およびカラク城とカラクの町の歴史を、カラク地域やカラク城から出土した考古資料の展示を通じて紹介している。
2016年12月18日、城に立て籠もり観光客を人質にしていた武装集団と警察の間で銃撃戦が有り、カナダ人1人、ヨルダン人市民2人、警察官7人の計10人が殺害された。
また、市民や警察官が27人負傷した。

## スポーツ
サッカーのザート・ラース・クラブの本拠地である。